# Oršava
Oršava (rumunsky Orșova, maďarsky Orsova, německy Orschowa) je město v Rumunsku v severozápadním výběžku župy Mehedinți v rumunském Banátu poblíž srbských hranic. Žije zde přibližně 8 500 obyvatel.

## Historie
Již první zmínky o městě pochází z 2. století, kdy Římané zdejší, ještě nezaplavené údolí osídlili a tehdy se město jmenovalo Dierna. Město bylo od počátku součástí římské provincie Dácie (rumunsky Dacia).
Další zmínky o městě pochází až z roku 1349, kdy tehdy bylo město pouhá kamenná pevnost. Později se město stalo součást Osmanské říše (1524 – 1688) a Rakousko-Uherska (1688 – 1918) jako součást Banátu.
Po rozpadu Rakousko-Uherska v roce 1918 se město stalo součástí Rumunského království a v roce 1923 se Oršava stala městem.
V roce 1968 se město stalo součástí župy Mehedinți a v letech 1966 – 1974 muselo celé historické město ustoupit výstavbě přehrady Železná vrata. Během 8 let se tak všichni obyvatelé starého města přestěhovali do nového města.
V roce 1990 dostalo město statut municipium.

## Geografie
Město se nachází asi 23 km severozápadně od města Drobeta-Turnu Severin.
Městem dále protéká řeka Dunaj (přehrada Železná vrata), do které se ve městě vlévá řeka Cerna. Město se nachází ve výšce 62 m n. m. (střed města) a nejvyšší bod města je ve výšce 551 m n. m. na severu katastru města.

## Obyvatelstvo
K 31. říjnu 2011 zde žilo 10 441 obyvatel. Z toho zde žije 95,2% Rumunů, dále zde žije 1,27% Čechů, 1,09% Romů, 0,9% Němců, 0,7% Srbů a 0,5% Maďarů.

## Doprava
Do města se dá dostat silnicemi DN6 (součást evropské silnice E70) z města Drobeta-Turnu Severin a DN57 z Nové Moldavy. Dále zde prochází hlavní elektrifikovaná železniční trať z Bukurešti do Temešváru (v jízdním řádu označována jako Magistrala 900), na které se nachází stanice Orșova. Během Festivalu Banát zde končí přímé rychlíky (známé jako Banát Express) až z Prahy. Cestující zde přestupují na autobus, který je pak doveze do okolních obcí. Poprvé se tak stalo v roce 2017.

## Galerie

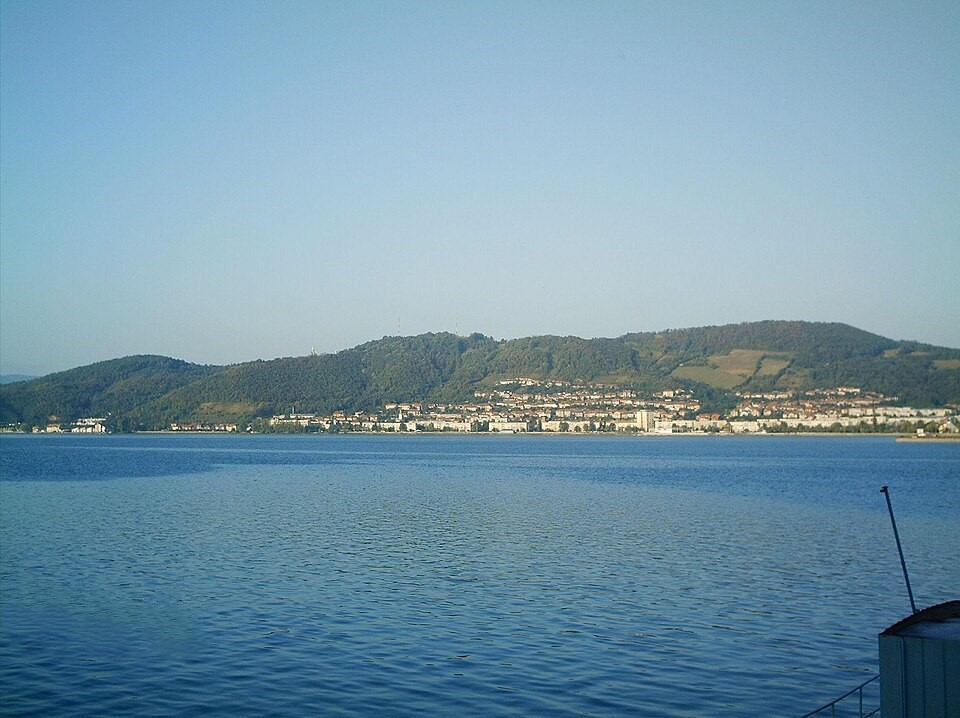
Pohled na město z druhé strany Dunaje.
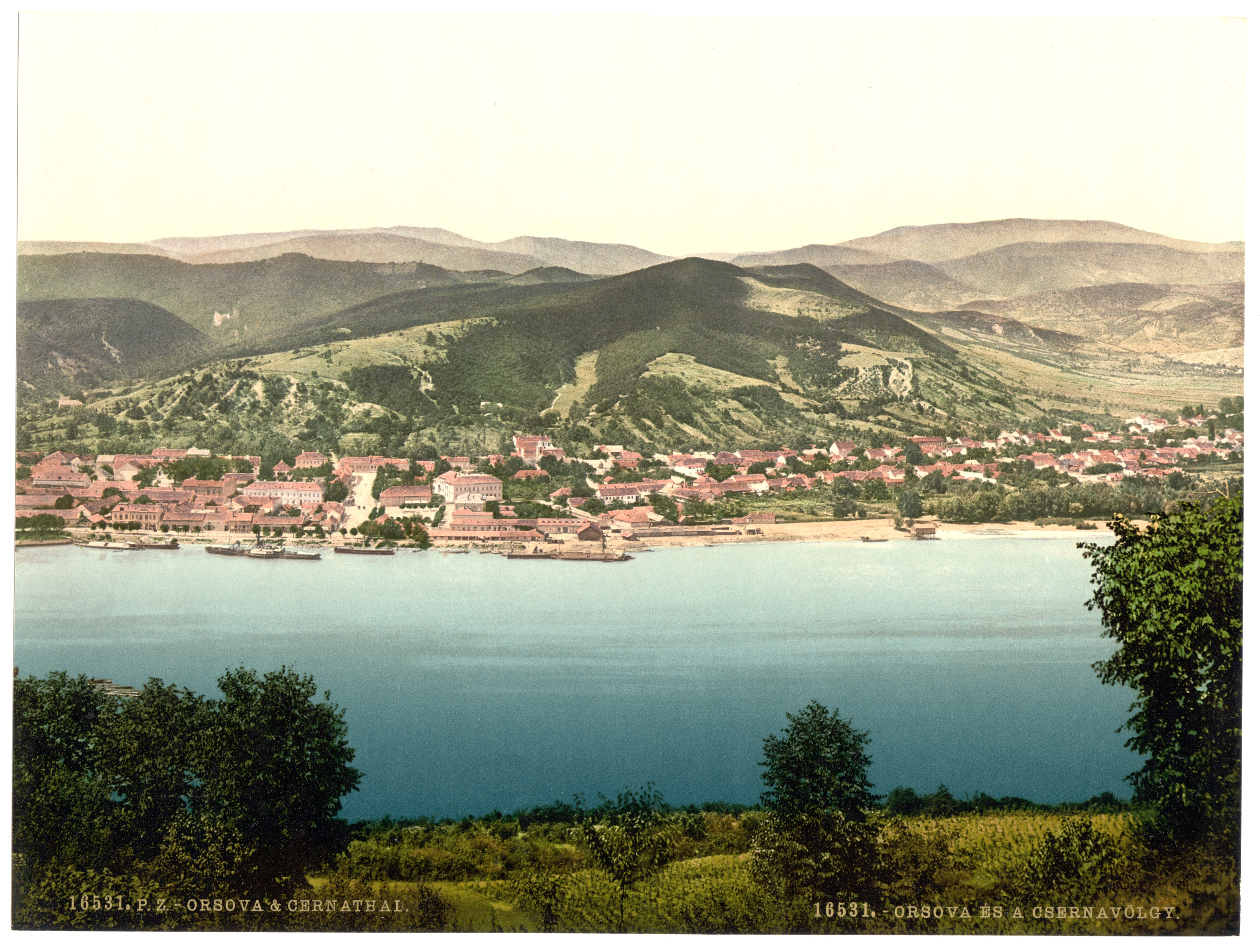
Pohled na starou Oršavu.
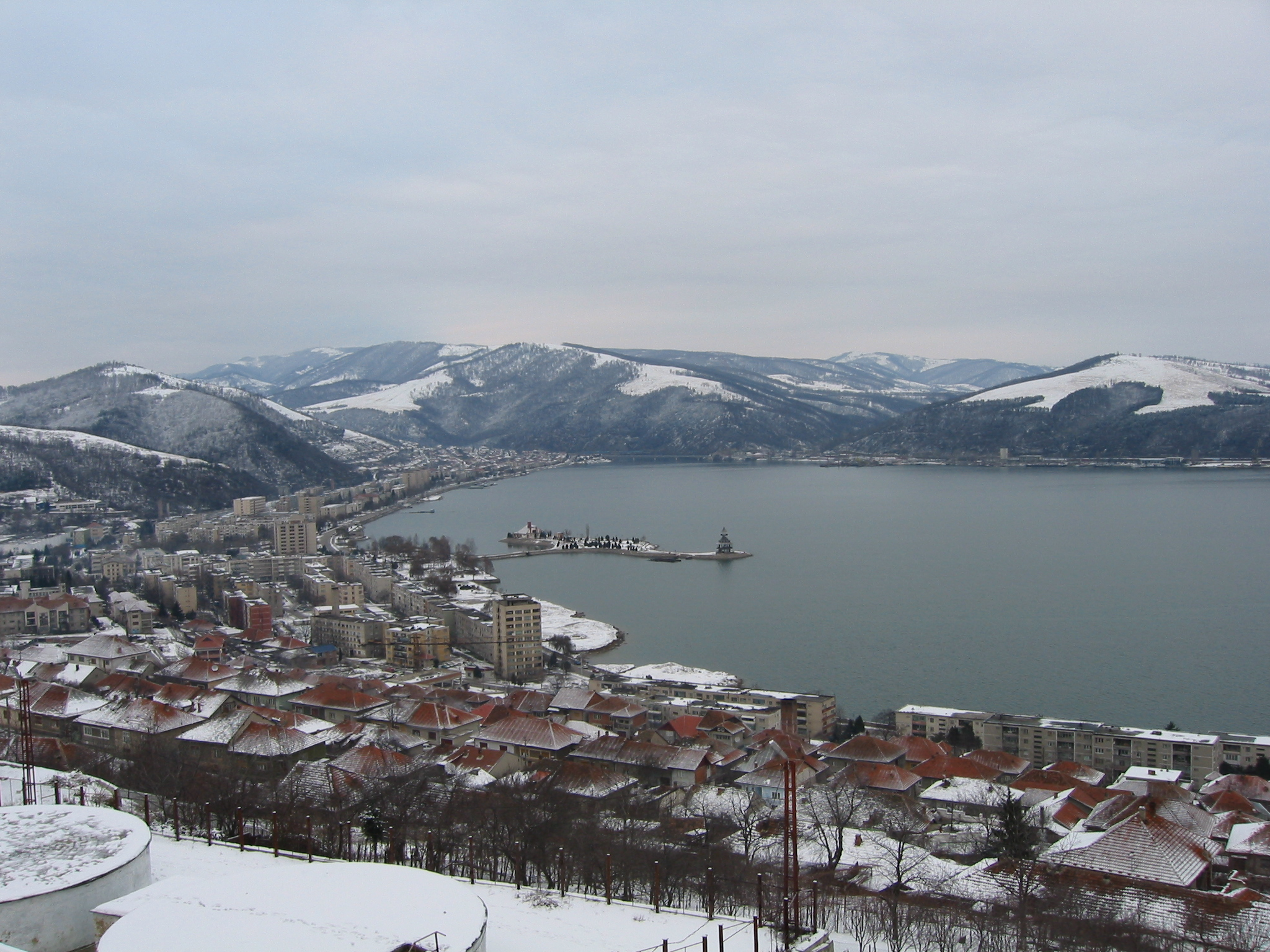
Oršava v zimě.
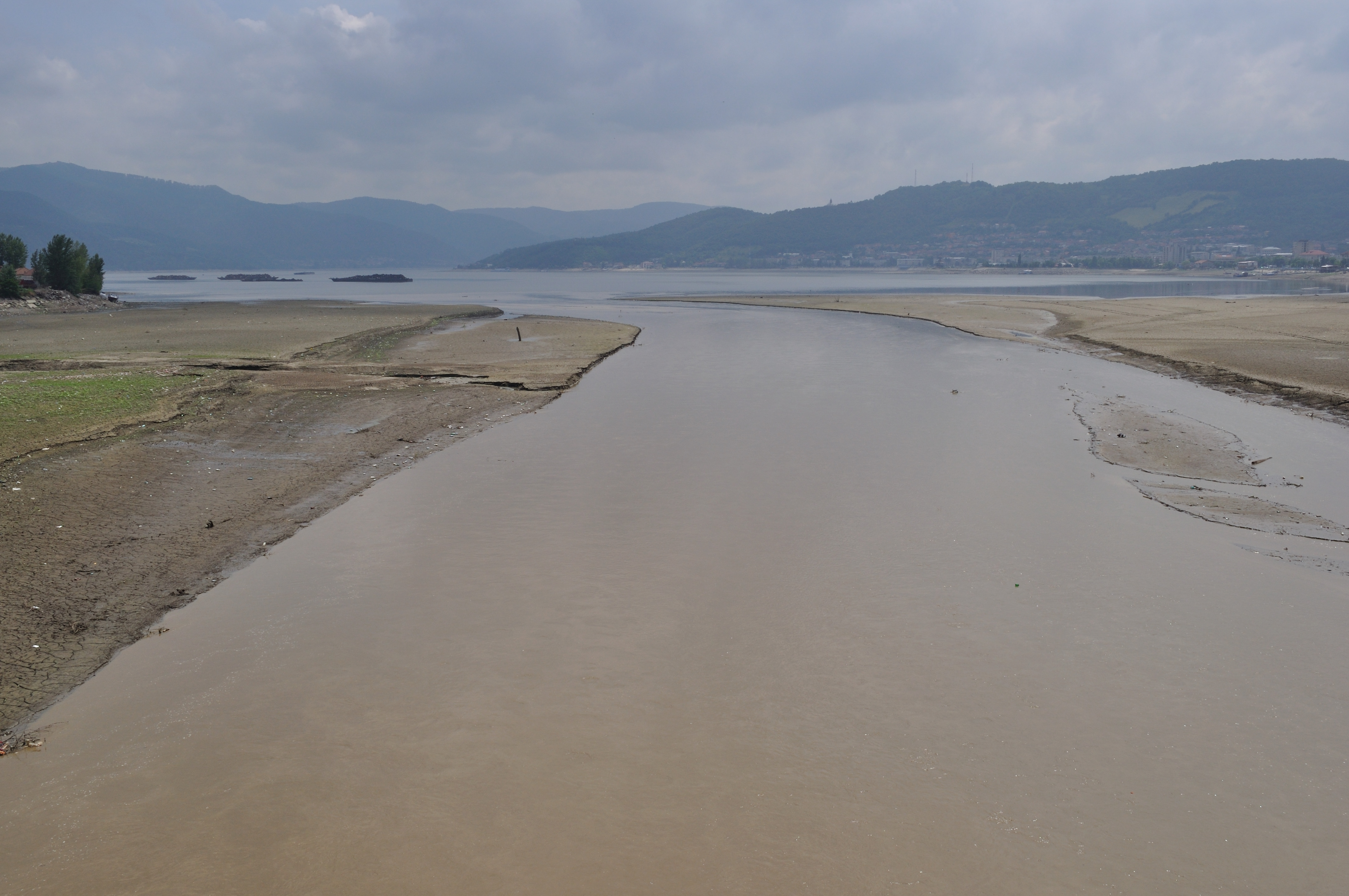
Ústí řeky Cerna do Dunaje.
Reliéf Oršavy.